# Пьоришкін Олександр Васильович
Олекса́ндр Васи́льович Пьо́ришкін (3 вересня (16 вересня) 1902, с. Деревєнське, Рязанська губернія, Російська імперія — 21 травня 1983, м. Москва, СРСР) — російський радянський вчений-фізик, кандидат педагогічних наук, професор, член-кореспондент АПН СРСР. Лауреат Державної премії СРСР (1978). Автор численних шкільних підручників з фізики.

## Біографія
Народився 3 (16) вересня 1902 року в селі Деревєнське Спаського уїзду Рязанської губернії Російської імперії. В 1906 році родина переїхала в Усть-Нарву. Коли Олександру виповнилося 6 років, він пішов до початкової школи, де провчився 3 роки, потім 4 роки вчився в народному училищі, пізніше — в Нарвському реальному училищі.
У 1917 році почав працювати креслярем у одному з заводів Петрограда. Через рік екстерном склав екзамени в реальному училищі та повернувся на батьківщину, де став переписником у місцевому військовому комісаріаті. В 1919 року Пьоришкін вступив на фізико-математичний факультет Рязанського інституту народної освіти (тепер Рязанський державний університет імені С. А. Єсеніна), який закінчив у 1922 році. Під час навчання підробляв на кафедрі фізики лаборантом, під час чого зацікавився фізикою та її викладанням у школі. Після закінчення інституту став учителем фізики, математики й праці в московській школі-комуні імені П. Н. Лепешинського. На цій роботі прославився ораторським мистецтвом та оригінальними фізичними дослідами.
Вважаючи, що мусить вдосконалювати свої знання, в 1923 Олександр Пьоришкін продовжив навчання на фізико-математичному факультеті Московського державного університету. У 1931 році Пьоришкіну було доручено організацію фізико-математичного факультету вечірнього міського педагогічного інституту (тепер Московський педагогічний державний університет імені В. П. Потьомкіна). Олександр Васильович став першим деканом факультету і першим завідувачем кафедри фізики цього інституту. В 1933 році вечірній інститут було реорганізовано в денний з вечірнім відділенням. Того ж року Пьоришкін видав підручник фізики для середньої школи, котрий став першим усталеним підручником з фізики в СРСР. Був репетитором дітей Йосипа Сталіна.
У 1941 році його було закрито[прояснити] і Олександр Пьоришкін до 1945 працював у Московському гірничому інституті завідувачем кафедри фізики. У 1945 році повернувся на колишнє місце роботи, працюючи на посаді доцента, а потім деканом фізико-математичного факультету і завідувачем створеної ним кафедри методики викладання фізики. З 1947 викладав у Московському педагогічному інституті імені В. І. Леніна на фізико-математичному факультеті. Після злиття МГПІ ім. В. І. Леніна і МГПІ імені В. П. Потьомкіна в 1960 році, Олександр Васильович продовжив роботу на фізичному факультеті. Був його деканом і завідувачем кафедрою методики викладання фізики, якою керував до 1975 року. Поза керівницькою та науковою діяльністю захоплювався грою в більярд і шахи, любив літературу, музику, володів вокальною майстерністю.
Під керівництвом Пьоришкіна відбувалося консультування з проблем наукових досліджень, він брав активну участь в розробці нових навчальних планів і програм для середньої школи і педагогічних вузів, писав навчальні та методичні посібники для студентів. Особливо відомий за підручниками з фізики для 6-7 класів середньої школи, написаними у співавторстві з учителем Н. А. Родіною. У роботі зі студентами вирізнявся практикуванням обрання ними самими тем курсових робіт, заохоченням до використання технічних засобів.
За внесок у розвиток методики викладання фізики Олександр Васильович був обраний членом-кореспондентом Академії педагогічних наук СРСР, нагороджений орденами Леніна, Жовтневої революції, «Знак Пошани», медалями К. Д. Ушинського і А. С. Макаренка. Помер 21 травня 1983 року, похований в Москві.